# Pocono Ranch Lands
Pocono Ranch Lands es un lugar designado por el censo ubicado en el condado de Pike en el estado estadounidense de Pensilvania. En el Censo de 2010 tenía una población de 1062 habitantes y una densidad poblacional de 204,2 personas por km².

## Geografía
Pocono Ranch Lands se encuentra ubicado en las coordenadas 41°10′58″N 74°57′58″O / 41.18278, -74.96611. Según la Oficina del Censo de los Estados Unidos, Pocono Ranch Lands tiene una superficie total de 5.2 km², de la cual 5.2 km² corresponden a tierra firme y (0%) 0 km² es agua.

## Demografía
Según el censo de 2010, había 1062 personas residiendo en Pocono Ranch Lands. La densidad de población era de 204,2 hab./km². De los 1062 habitantes, Pocono Ranch Lands estaba compuesto por el 77.12% blancos, el 11.11% eran afroamericanos, el 0.19% eran amerindios, el 0.85% eran asiáticos, el 0% eran isleños del Pacífico, el 5.08% eran de otras razas y el 5.65% pertenecían a dos o más razas. Del total de la población el 19.02% eran hispanos o latinos de cualquier raza.